# Pesäpallo
El Pesäpallo o Béisbol finlandés  es el deporte nacional de Finlandia. Es un juego parecido al béisbol. Pesäpallo fue diseñado por Lauri Pihkala, que cogió la idea tras haber visto el béisbol, en la década de 1910. En el juego están 18 jugadores, de los cuales 9 están fuera y 9 dentro. Jugadores como Mikko Korhonen, Jouni Mäki, Ville Harju, Juha Niemi y Kimmo Carlson son muy populares en ese país.